# Black Entertainment Television
Black Entertainment Television (skr. BET) – amerykańska telewizja kablowa z siedzibą w Nowym Jorku, kierowana do młodych czarnych i miejskich odbiorców w Stanach Zjednoczonych. Robert L. Johnson założył ją 25 stycznia 1980 roku, a siedziba zlokalizowana była w Waszyngtonie.
Większość programów sieci dotyczy rapu i rhythm and bluesa, teledysków oraz filmów i seriali zorientowanych na zamieszkałego w mieście odbiorcę.

## Programy BET
- 106 & Park
- Access Granted
- AM @ BET
- American Gangster
- Baldwin Hills
- Beef: The Series
- BET:INY
- BET Live
- BET Now
- BET Start
- BET Style
- BET Tonight with Ed Gordon
- BET Tonight with Tavis Smiley
- BET.com Countdown
- BET: Uncut
- BET's Comic View
- BET's Top 25
- Blackbuster movies
- Bobby Jones Gospel
- Caribbean Rhythms
- Cita's World
- College Hill
- Coming to the Stage
- DMX: Soul of a Man
- Exalted!
- Hell Date
- Hey Monie!
- Hits from the Street
- How I'm Livin'
- Iron Ring
- Keyshia Cole: The Way It Is
- Lead Story
- Lift Every Voice
- Lil Kim: Countdown to Lockdown
- Midnight Love
- Monica: The Single
- Notarized
- Personal Diary
- Planet Groove
- Oh, Drama!
- Rap City
- Real Business
- Screen Scene
- Season of the Tiger
- Spring Bling
- Softnotes
- Somebodies
- Sunday Best
- Take the Cake
- The 5ive
- Teen Summit
- Testimony
- The Basement
- The Black Carpet
- The Center
- Top 25 Countdown
- Video LP
- Video Link
- Video Soul

## Bet on Jazz
1 kwietnia 1998 roku na platformie Wizja TV uruchomiono Bet on Jazz, kanał poświęcony głównie muzyce jazzowej. Stacja była emitowana w języku angielskim. Kanał zakończył nadawanie w Polsce 31 marca 2001. Stacja ta jest również emitowana w USA pod nazwą BET HER.